# Accell Group
Accell Group NV is een Nederlandse holding waaronder een aantal Europese fabrikanten van voornamelijk fietsen valt.
In januari 2022 werd bekend dat de investeringsmaatschappij Kohlberg Kravis Roberts & Co. (KKR) samen met Teslin de Accell Group gaat overnemen. De overname werd in de zomer van 2022 afgerond en de beursnotering werd op 22 augustus 2022 beëindigd.

## Activiteiten
Accell Group is actief in het midden- en hoge segment van de fietsenmarkt en de markt voor fietsonderdelen en accessoires. Het heeft een belangrijke marktpositie in Europa en was een van de grotere spelers in Noord-Amerika. Het bedrijf is in Europa ook een belangrijke aanbieder van elektrische fietsen. In 2021 werkten er zo'n 3500 medewerkers voor het bedrijf in 15 landen. In dat jaar verkocht het bijna 856.000 fietsen in meer dan 80 landen, hiervan waren er 440.000 elektrisch.

### Fabricage
Accell Group beschikt over een aantal productiebedrijven in Nederland, Duitsland, Frankrijk, Hongarije, Turkije en de Volksrepubliek China. Daarnaast worden halfproducten uit het Verre Oosten afgenomen. De productiefaciliteiten in Nederland zijn in Heerenveen (Batavus, Sparta en Koga) (de oude fabriek van Sparta in Apeldoorn is nu in gebruik bij Juncker Bike Parts). In Duitsland zijn productiebedrijven in Sennfeld (Winora en Staiger). In het Hongaarse Tószeg is een productiebedrijf waar voornamelijk Hercules, maar ook Sparta fietsen worden gemaakt. In Frankrijk zijn productiebedrijven in Andrézieux-Bouthéon en Dijon.

### Verkoop
Naast de min of meer zelfstandig opererende verkooporganisaties van de diverse merken is Accell Group ook eigenaar van Loekie, een Nederlands merk voor kinderfietsen, het Duitse Bike Parts dat een leverancier is van onderdelen aan de vakhandel en Juncker Bike Parts, dat onderdelen en accessoires levert aan de Nederlandse vakhandel.

### Resultaten
| Jaar | Omzet             | Netto- resultaat |
| ---- | ----------------- | ---------------- |
| 2003 | € 289 miljoen     | € 9,2 miljoen    |
| 2004 | € 341 miljoen     | € 13,2 miljoen   |
| 2005 | € 372 miljoen     | € 15,5 miljoen   |
| 2006 | € 432 miljoen     | € 18,4 miljoen   |
| 2007 | € 476 miljoen     | € 24,4 miljoen   |
| 2008 | € 538 miljoen     | € 28,6 miljoen   |
| 2009 | € 573 miljoen     | € 32,7 miljoen   |
| 2010 | € 577,2 miljoen   | € 36,4 miljoen   |
| 2011 | € 628,5 miljoen   | € 40,3 miljoen   |
| 2012 | € 772,5 miljoen   | € 23,3 miljoen   |
| 2013 | € 849,0 miljoen   | € 19,0 miljoen   |
| 2014 | € 882,4 miljoen   | € 26,5 miljoen   |
| 2015 | € 986,4 miljoen   | € 32,3 miljoen   |
| 2016 | € 1048,2 miljoen  | € 32,3 miljoen   |
| 2017 | € 1068,5 miljoen  | € 10,5 miljoen   |
| 2018 | € 1094,3 miljoen  | € 20,3 miljoen   |
| 2019 | € 1111,0 miljoen  | € 2,8 miljoen    |
| 2020 | € 1296,5 miljoen  | € 64,8 miljoen   |
| 2021 | € 1.337,1 miljoen | € 70,0 miljoen   |

## Geschiedenis
Tussen 1998 en 2022 had het bedrijf een beursnotering op Euronext Amsterdam en sinds 2008 was het aandeel opgenomen in de Amsterdam Small Cap Index (AScX).
Medio 2014 verkocht Accell de fitnessactiviteiten, zonder een verkoopsom te noemen. Dit bedrijfsonderdeel stond al langere tijd in de verkoop. De activiteiten gaan verder onder de naam Tunturi New Fitness. De omzet uit de fitnessactiviteiten bedroeg in 2013 zo'n 18 miljoen euro.
Op 11 april 2017 deed handelsbedrijf Pon Holdings, onder meer eigenaar van fietsmerk Gazelle, een bod op alle aandelen. Pon bood € 32,72 per aandeel in contanten of ongeveer € 846 miljoen in totaal. Op 2 mei wees Accell het bod af omdat het te laag was.
Na de afwijzing kampte Accell met tegenvallende verkopen. De nieuwe bestuursvoorzitter, Ton Anbeek, kondigde een flinke reorganisatie aan. De koers van het aandeel Accell daalde hierdoor naar zo'n € 15. In november 2018 maakte Pon bekend een aandelenbelang van 20% in Accell te kopen en bood € 19 per aandeel. In september 2019 had Pon 19,97% van de aandelen Accell in handen, maar op 11 december 2020 was dit gezakt naar 9,48%.
Medio 2018 breidde Accell haar aandelenbelang in Velosophy uit van 35% naar 100%. Velosophy is een fabrikant van e-cargo fietsoplossingen voor consumenten en bedrijven. De producten worden verkocht onder de merknamen Babboe, CarQon en Centaur Cargo. Het Babboe-merk werd in 2007 geïntroduceerd.
Accell was ook actief in Noord-Amerika. In 2018 werd ongeveer 6% van de totale omzet daar behaald, maar er werd verlies geleden. Accell besloot medio 2019 de activiteiten van de hand te doen. Op 12 juli verkocht het in Canada de merkenrechten van Raleigh, Diamondback, Redline en IZIP aan Canadian Tire Corporation voor een bedrag van US$ 16 miljoen. Per 6 augustus zijn de activiteiten in de Verenigde Staten (VS) overgegaan naar het private equity bedrijf Regent LP. Regent mag verder gedurende twee jaar de wereldwijde merken Raleigh, Haibike en Ghost als enige in de VS verkopen. Regent betaalt een symbolisch bedrag van US$ 1, maar als de resultaten sterk verbeteren kan Accell nog een bedrag van maximaal US$ 15 miljoen tegemoetzien. De verkoop van de Amerikaanse tak leidt tot een eenmalige verlies van € 46 miljoen voor Accell in 2019.
In januari 2022 volgde een bod van € 58 per aandeel van een consortium onder leiding van KKR. De totale overnamesom was daarmee € 1,56 miljard. Het bestuur van Accell steunde het bod en ook de grootaandeelhouders Teslin en Hoogh Blarick. In juni 2022 had het consortium 78% van de aandelen in handen en besloot het bod gestand te doen waarmee de overname wordt afgerond. De resterende minderheidsaandeelhouders werden uitgekocht via een gerechtelijke procedure. De overname werd in de zomer van 2022 afgerond en de beursnotering van Accell werd op 22 augustus 2022 gestaakt.
Tijdens de coronapandemie werden veel fietsen verkocht, maar dit leidde ook tot verstoringen in de aanvoerketen van onderdelen en daardoor tekorten. Na de pandemie is de vraag naar fietsen sterk afgenomen wat leidde tot lagere verkopen en overtollige voorraden. In 2022 behaalde Accell nog een EBITDA resultaat van € 140 miljoen, maar een jaar later was dit gedaald naar € 12 miljoen. In januari 2024 maakte Accell bekend dat er 100 tot 150 banen verloren gaan bij twee vestigingen. Het bedrijf voegt die twee samen en verplaatst een deel van de productie naar fabrieken in Hongarije en Turkije. Er werkten toen nog bijna 3700 mensen in vijftien landen en in 2022 verkocht Accell in totaal circa 845.000 fietsen en behaalde een omzet van € 1,4 miljard.
In februari 2024 legde de Nederlandse Voedsel- en Warenautoriteit (NVWA) de verkoop van Babboe bakfietsen stil omdat de frames te zwak waren en breken. Nadat de problemen toch bekend werden, haalde Babboe 10.000 fietsen terug en stokte de verkoop. Verder zijn hoge kosten gemaakt van inspecteren, repareren en vervangen van kapotte bakfietsen. Babboe was bekend met het probleem maar misleidde de autoriteit over de problemen van de bakfietsen. De NVWA en het Openbaar Ministerie doen een strafrechtelijk onderzoek naar deze handelswijze.
In november 2024 werd een herfinancieringsplan bekend gemaakt. Het bedrijf bereikte een overeenkomst met de grootste aandeelhouders en verwacht daardoor de schuldenlast te reduceren van € 1,4 miljard naar € 800 miljoen. De transactie wordt in het eerste kwartaal van 2025 afgerond.

## Merken
De volgende merken zijn onderdeel van Accell Group:
- België
  - Brasseur Bike Parts
- Duitsland
  - Ghost
  - Haibike
  - Staiger
  - Hercules
  - Winora
  - XLC Parts
  - Wiener Bike Parts
- Finland
  - Nishiki
  - Tunturi
- Frankrijk
  - Lapierre
- Italië
  - Atala
  - Carraro
- Nederland
  - Babboe
  - Batavus
  - Carqon
  - Juncker Bike Parts
  - Koga
  - Lepper
  - Loekie
  - Sparta
  - Van Nicholas
- Verenigd Koninkrijk
  - Raleigh